# Olimpiu Moruțan
Olimpiu Moruțan est un footballeur international roumain né le 25 avril 1999 à Cluj-Napoca. Il évolue au poste de milieu de terrain à l'Aris Salonique.

## Biographie

### Carrière en club

#### Débuts de carrière
Il joue son premier match professionnel avec l'Universitatea Cluj le 27 février 2016 à l'âge de 16 ans contre le Club Sportiv Mioveni (0-0). Le 16 avril 2016, il marque son premier but contre l'Olimpia Satu Mare.
En août 2016, il signe au FC Botoșani, avec lequel il débute le 15 octobre face au Pandurii Lignitul Târgu Jiu. Son premier but est inscrit le 25 septembre 2017 contre le Viitorul Constanța.

#### FCSB (2018-2021)
Le 21 décembre 2017, il signe avec le Steaua Bucarest mais il continue la saison avec le FC Botoșani. Les frais de transfert sont estimés à sept cents milles euros, tandis que Botoșani conserve 20 % des gains d'un futur transfert.
Moruțan a fait ses débuts le 21 juillet 2018, lors d'une défaite 0-1 en Liga I face à l'Astra Giurgiu. Quatre jours plus tard, il disputait son premier match européen, un succès 2-0 à l'extérieur contre Rudar Velenje au deuxième tour de qualification de l'Ligue Europa.

#### Galatasaray (depuis 2021)
Le 23 août 2021, Moruțan est transféré pour un montant de 3,5 millions d'euros plus 1,5 million d'euros de bonus au Galatasaray.
Moruțan fait ses débuts le 29 août lors d'un match nul 2–2 Süper Lig contre le Kasımpaşa SK, dans lequel il est passeur décisif pour son compatriote Alexandru Cicâldău et a contribué au deuxième but. Le 26 septembre, il marque lors d'un succès 2-1 contre Göztepe SK et le 22 octobre délivre une passe décisive lors d'une victoire 1-0 contre le Lokomotiv Moscou en phase de groupes de la Ligue Europa.

##### Prêt au Pisa SC (2022-2023)
Le 4 août 2022, il est prêté une saison en Serie B, au Pise SC pour cent cinquante milles euros. Il finit 2e co-meilleur passeur de la saison de Serie B avec 8 passes décisives.

### Carrière internationale
Avec les moins de 19 ans, il inscrit quatre buts lors des éliminatoires du championnat d'Europe des moins de 19 ans 2018.
Il joue son premier match avec les espoirs roumains le 24 mars 2017, en amical contre la Russie (défaite 5-1). Moruțan est sélectionné avec la Roumanie espoirs pour jouer le Championnat d'Europe des moins de 21 ans de l'UEFA 2021, disputant les trois matches contre les Pays-Bas, la Hongrie et l'Allemagne. Il débute dans le match nul 1–1 et la victoire 2–1 contre les deux premiers, respectivement, et est entré sur le terrain dans la seconde moitié du match nul 0-0. La Roumanie termine finalement troisième de son groupe,.
Il reçoit sa première sélection pour l'équipe sénior le 11 octobre 2021, remplaçant Alexandru Mitriță lors d'une victoire 1-0 contre l'Arménie lors des éliminatoires de la Coupe du Monde de la FIFA 2022. Il marque son premier but pour la nation en ouvrant le score lors d'un match amicale contre la Moldavie, remporté 5-0, le 20 novembre 2022.

## Palmarès

### Club
- FCSB
  - Vainqueur de la Coupe de Roumanie en 2020.